# Festiwal Polskiej Piosenki w Luboniu
Festiwal Polskiej Piosenki w Luboniu – polski festiwal muzyczny organizowany corocznie od 2009 roku w Luboniu.

## Historia
Pierwsza edycja Festiwalu Piosenki Luboń 2009 „Dziwny jest ten świat” miała miejsce w 2009 roku. Festiwal jest imprezą artystyczną, mającą na celu wyłonienie i promocję młodych, utalentowanych wykonawców oraz propagowanie wartościowej muzycznie i literacko polskiej piosenki. Od 2016 roku, gdy zmieniono formułę festiwalu, jego patronem został Janusz Kondratowicz. Festiwal otrzymał od ZAIKS nagrodę za popularyzację polskiej twórczości.
Do 2023 roku zwycięzców wybierało jury, a od tego roku zwycięzcę wybiera publiczność.

## Zwycięzcy
- 2024: Iga Kozacka[4]
- 2023: Michał Steciak[5]
- 2022: Julia Mróz[6]
- Edycje 2020–2021 bez części konkursowej[2]
- 2019: Iga Kozacka[2]
- 2018: Karolina Kram-Chojnacka[2]
- 2017: Roxana Tutaj[2]
- 2016: Paulina Tarasińska[2]
- 2015: Zuzanna Wiśniewska[7]
- 2014: Kamila Markuszewska[2]
- 2013: Aleksandra Pura[2]
- 2012: Dominika Barabas[2]
- 2011: Martyna Zając[2]
- 2010: Agata Rożankowska[2]
- 2009: Katarzyna Muszyńska[2]